# Sesto Empirico
Sesto Empirico (in greco antico: Σέξτος Ἐμπειρικός?, Sextos Empeiricos; 160 circa – 210 circa) è stato un filosofo scettico greco antico vissuto nel II secolo.
È stato uno dei maggiori esponenti dello scetticismo.

## Biografia
Dalle fonti antiche non ci è pervenuta nessuna notizia riguardo alla sua vita. Fu forse africano, se il Sesto citato da Suda come "Libico" è lui: la datazione più verosimile, comunque, lo vede attivo fra il 180 e il 220. 
La tradizione antica gli associa l'aggettivo Empirico per segnalare la sua appartenenza alla scuola medica empirica, nonostante lo stesso Sesto affermi che, fra le correnti mediche, quella più vicina allo scetticismo è quella metodica.
A fronte delle scarse fonti sulla sua vita, è giunta fino a noi gran parte delle sue opere, preziosissime in quanto non solo forniscono una dettagliata esposizione dello scetticismo di Sesto, ma anche di molte altre correnti scettiche precedenti, a cui lo stesso Sesto spesso si appoggia.

## Opere
A lui sono attribuite tre opere, di carattere espositivo e polemico.
In primis i Lineamenti (o Schizzi) pirroniani (Πυρρωνείαι ὑποτυπώσεις), un compendio della filosofia scettica, in tre libri.
Di notevole estensione è lo Adversus mathematicos, il cui titolo si potrebbe tradurre, interpretando, Contro coloro che insegnano discipline, suddiviso in undici libri:
| Libro    | Titolo Tradizionale  | Titolo originale                      |
| -------- | -------------------- | ------------------------------------- |
| I        | Contro i Grammatici  | Πρὸς γραμματικούς/ Pros Grammatikous  |
| II       | Contro i Retori      | Πρὸς ῥητορικούς/ Pros Rhetorikous     |
| III      | Contro i Geometri    | Πρὸς γεωμετρικούς/ Pros Geometrikous  |
| IV       | Contro i Matematici  | Πρὸς ἀριθμητικούς/ Pros Arithmetikous |
| V        | Contro gli Astrologi | Πρὸς ἀστρολόγους/ Pros Astrologous    |
| VI       | Contro i Musici      | Πρὸς μουσικούς/ Pros Mousikous        |
| VII-VIII | Contro i Logici      | Πρὸς λογικούς/ Pros Logikous          |
| IX-X     | Contro i Fisici      | Πρὸς φυσικούς/ Pros Physikous         |
| XI       | Contro i Moralisti   | Πρὸς ἠθικούς/ Pros Ethikous           |

I libri VII-XI sono spesso considerati come opera a parte, con il titolo Πρὸς δογματικούς (Contro i dogmatici). 
Gli Ἰατρικὰ ὑπομνήματα o Ἐμπειρικὰ ὑπομνήματα (Commentari medici o Commentari empirici) e i Περὶ ψυχῆς ὑπομνήματα (Commentari sull'anima) sono ricordati da Sesto Empirico stesso, ma non sono pervenuti.

## Pensiero
Il compito che si prefigge Sesto nei suoi scritti, specialmente nei Lineamenti pirroniani, consiste nel definire un vero e proprio manifesto della propria ἀγωγή (agōgè, inclinazione di pensiero) con l'intento di chiarire i punti di riferimento teorici e pratici che ne guidano la riflessione e l'azione, oltre a sottolineare l'originalità del neo-pirronismo ed evitare ogni confusione con altre correnti impropriamente definite "scettiche" (come Democrito, Platone, Carneade). Sesto inoltre si propone di difendere l'indirizzo scettico neopirroniano dalle accuse e dai fraintendimenti dei Dogmatici.
Infatti, nel chiarire la posizione del proprio scetticismo all'interno del panorama filosofico, suddivide tutte le correnti di pensiero dell'epoca in:
- dogmatismo positivo (stoicismo, Aristotele), in cui si afferma la propria verità sulla natura delle cose;
- dogmatismo negativo (Accademia media platonica, in particolare Carneade e Clitomaco), in cui si afferma dogmaticamente la non conoscibilità delle cose;
- autentico scetticismo (Sesto, Enesidemo, Timone, Pirrone, sebbene quest'ultimo si avvicini molto di più ai dogmatici negativi).

Sesto individua l'essenza dell'autentico scetticismo nell'abilità (dynamis) di «contrapporre in qualsivoglia modo le cose che appaiono a quelle che vengono pensate» e da cui «a causa dell'ugual forza (isostenia o equipollenza) presente nei fatti e discorsi contrapposti, giungiamo dapprima alla sospensione del giudizio (ἐποχή, epochè), subito dopo all'imperturbabilità».
La continua ricerca (skepsis, da cui proviene il termine "scetticismo") e l'indagine dei fenomeni porta dunque il filosofo a non poter scegliere quale sia verità oggettiva e a non poter dare il proprio assenso ad una particolare visione del mondo, in quanto pensieri e fenomeni tra loro contrapposti si oppongono con uguale forza persuasiva: in particolare l'espressione "in qualsiasi modo" si riferisce alla possibilità di contrapporre sia pensieri con pensieri, sia fenomeni con fenomeni, sia pensieri con fenomeni. Quindi lo scettico aderisce ai fenomeni così come gli appaiono, evitando così le accuse di apraxia o inattività, ma rimane consapevole che questi fenomeni non sono altro che frutto della propria visione soggettiva, influenzata da elementi contingenti, quali, ad esempio, "la tradizione di leggi e consuetudini".
La negazione dell'assenso, o sospensione del giudizio, o epochè, porta infine all'obiettivo ultimo dello scettico, ovvero l'imperturbabilità, o ataraxia, nell'ambito delle opinioni, e del moderato patire, o metriopatheia, di fronte alle necessità ineluttabili dell'esistenza umana. Non esiste infatti tra i due momenti di epochè e ataraxia un rapporto diretto di causa-effetto, in quanto il concetto di causalità è anch'esso fortemente criticato dalla corrente scettica (ben prima di David Hume), bensì una consequenzialità casuale, spiegata da Sesto Empirico tramite la metafora del pittore Apelle: 
Per dimostrare l'indirimibilità dei fenomeni e la sospensione del giudizio, Sesto ricorre a diciassette tropi, dimostrazioni confutative attinte dalla tradizione scettica, di cui l'esposizione scettica non è altro che la sistemazione e la catalogazione. Dieci di questi tropi sono giunti a Sesto tramite Enesidemo e cinque tramite Agrippa; i rimanenti due restano di attribuzione anonima anche per lo stesso Sesto. 

L'indirizzo scettico sestano assume, nel proprio fine dell'ataraxia, connotazioni fortemente filantropiche.
Per poter comprendere questo bisogna entrare nell'ottica dell'etica dell'antica Grecia, di cui troviamo il maggior esponente in Aristotele. Diversamente dalla morale, ad esempio, platonico/cristiana, l'etica greca non si prefigge di descrivere e far perseguire l'"azione" giusta, ma di descrivere le caratteristiche dell'"uomo" giusto, che, di conseguenza, esegue solo azioni giuste e buone.
In quest'ottica l'imperturbabilità è il fine ultimo dell'uomo in quanto serve a curare l'animo umano impedendogli di aderire dogmaticamente e rigidamente ad opinioni mai del tutto incontrovertibili, e rendendolo capace di sopportare il peso legato alla fatica del nostro vivere (lo spirito tragico).

### Traduzioni italiane
- Schizzi pirroniani in tre libri tradotti da Onorato Tescari, Bari, G. Laterza, 1926.
- Schizzi pirroniani, a cura di Antonio Russo, Bari, Laterza, 1988.
- Contro i matematici. Libri I-VI (Adversus mathematicos I-VI), Introduzione, traduzione e note di Antonio Russo, Bari, Laterza, 1972.
- Contro i logici (Adversus mathematicos VII e VIII), Introduzione, traduzione e note di Antonio Russo, Bari, Laterza, 1975.
- Contro i fisici; Contro i moralisti (Adversus mathematicos IX-X e XI), Introduzione di Giovanni Indelli; traduzione e note di Antonio Russo, riviste e integrate da Giovanni Indelli, Bari, Laterza, 1990.
- Contro gli etici (Adversus mathematicos II), Introduzione, edizione, traduzione e commento a cura di Emidio Spinelli, Napoli, Bibliopolis, 1995.
- Contro gli astrologi (Adversus mathematicos V), a cura di Emidio Spinelli, Napoli, Bibliopolis, 2000.

### Traduzioni latine
- Pyrrhoniarum hypotypōseōn libri III, quibus in tres philosophiae partes severissime inquiritur. Libri magno ingenii acumine scripti variaque doctrina referti, Graece nunquam, Latine nunc primum editi, interprete Henrico Stephano, [Genevae], excudebat idem Henricus Stephanus, illustris viri Huldrici Fuggeri typographus, 1562.
- Adversus mathematicos, hoc est adversus eos qui profitentur disciplinas, opus eruditissimum complectens universam Pyrrhoniorum acutissimorum philosophorum disputandi de quibuslibet disciplinis & artibus rationem, Graece nunquam, Latine nunc primum editum, Gentiano Herveto Aurelio interprete […], Parisiis, apud Martinum Iuvenem, 1569 (Vicifons).

### Studi
- Lorenzo Corti, Scepticisme et langage, Paris: Vrin, 2009.
- Luciano Floridi, Sextus Empiricus. The Transmission and Recovery of Pyrrhonism, New York: Oxford University Press 2002.
- Anna Maria Ioppolo, La testimonianza di Sesto Empirico sull'Accademia scettica, Napoli: Bibliopolis, 2009.
- Karel Janacek, Sexti Empirici indices Firenze: Olschki, 2000.
- Benson Mates, The Skeptic Way. Sextus Empiricus's Outlines of Pyrrhonism, New York: Oxford University Press, 1996.
- Emidio Spinelli, Questioni scettiche: letture introduttive al pirronismo antico, Roma: Lythos, 2005.